# Fayçal Fajr
Fayçal Fajr (arabiska: فيصل فجر), född 1 augusti 1988 i Rouen, Frankrike, är en marockansk fotbollsspelare som spelar för Al-Wehda. Han representerar även Marockos landslag.

## Klubbkarriär
I juni 2022 värvades Fajr av saudiska Al-Wehda, där han skrev på ett tvåårskontrakt.

## Landslagskarriär
Fajr debuterade för Marockos landslag den 15 november 2015 i en 1–0-förlust mot Ekvatorialguinea.